# Tokyo Ballistic War - 2
Tokyo Ballistic War Vol.2 - Cyborg High School Girl VS. Cyborg Beautiful Athletes (歳以上限定]東京爆裂戦争　サイボーグ女子高生対美少女サイボーグアスリート軍団 下巻) es una película japonesa, del 8 de enero de 2010, producida por Zen Pictures. Es una película del género tokusatsu, de acción y aventuras, con artes marciales, dirigido por Eiji Kamikura. Es la segunda parte de Tokyo Ballistic War - 1.

## Saga[2]
- Tokyo Ballistic War - 1 - Cyborg High School Girl VS. Cyborg Beautiful Athletes (2009)
- Tokyo Ballistic War - 2 - Cyborg High School Girl VS. Cyborg Beautiful Athletes (2010)
- Tokyo Ballistic War Ⅱ. Crazy Cyborg Maiden (2013)

## Argumento
Ai gana la batalla frente a DNJ-02, pero se le acaba el fuel utilizando su pistola especial de ondas, y es capturada por un soldado androide cibernético, delante de Megumi. El cuerpo de Ai es desmontado por Koumoto, el director de la industria pesada del Gran Japón. Koumoto le introducirá a Ai un virus informático borrando toda su memoria del sistema. Megumi tratará de salvar a Ai enfrentándose contra DNJ-03 y DNJ-04, con todo tipo de armamento.